# Großbothen
Großbothen is een plaats en voormalige gemeente in de Duitse deelstaat Saksen, en maakt deel uit de gemeente Grimma in het district Leipzig.
Het dorp ligt aan de Bundesstraße 107, 8 km ten zuid-zuidoosten van de stad Grimma en 9 km ten noordwesten van buurgemeente Colditz. Ten zuiden en oosten van het dorp liggen enige grote productiebossen.
Großbothen ontstond in de middeleeuwen als dorp van kolonisten uit andere delen van Duitsland, in het kader van de zogenaamde Oostkolonisatie.
Van 1550 tot 1855 of 1856 bezat de vorstenschool, het te Grimma gevestigde Gymnasium St. Augustin , veel landerijen rondom het dorp. De school dekte uit de pachtinkomsten een deel van haar exploitatiekosten.
Het in 1867 geopende station  Großbothen ligt, evenals dat van Grimma-stad (het 8 km ten noordwesten van Großbothen gelegen Grimma Oberer Bahnhof), aan een lokaalspoorlijntje tussen Borsdorf, niet ver ten oosten van Leipzig, Döbeln Hbf en Coswig, niet ver ten noordwesten van Dresden.  Het is per streekbus met Grimma en Colditz verbonden.
De bekende psycholoog Wilhelm Wundt overleed in 1920 te Großbothen.
De beroemde geleerde, en winnaar van de Nobelprijs voor Scheikunde 1909, Wilhelm Ostwald, had direct ten noorden van Großbothen, ten zuiden van Grimma, in 1901 een klein landgoed gekocht. Hier woonde hij van 1906 tot kort vóór zijn overlijden in 1932. Tegenwoordig is hier een klein, aan Ostwald en zijn wetenschappelijke werk gewijd, museum gevestigd, alsmede een congres- en seminar-centrum. Dit geheel draagt de naam Wilhelm-Ostwald-Park.
Großbothen was tot en met 2010 hoofdplaats van een gelijknamige gemeente, waarin 9 dorpen lagen. Begin 2011 vond een gemeentelijke herindeling plaats, waarna Großbothen een Ortschaft van de gemeente Grimma werd, bestaande uit drie Ortsteile:
- Großbothen-dorp (met in het jaar 2019 1.195 inwoners, volgens de website van de gemeente Grimma)
- Kleinbothen (215 inw.)
- Schaddel (90 inw.).

## Afbeeldingen

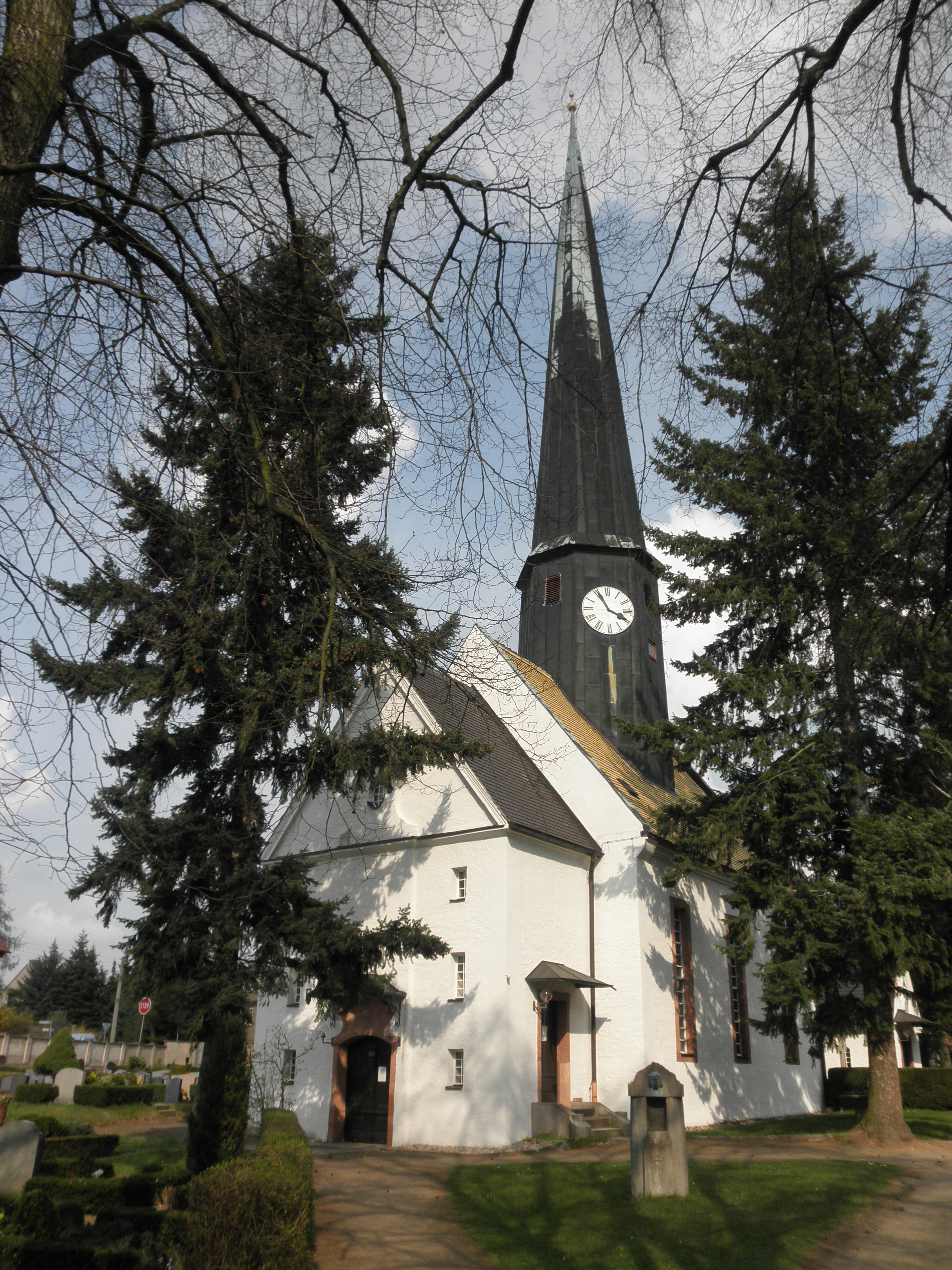
Evang.-lutherse kerk te Großbothen (13e-17e eeuw; van binnen kort vóór 1800 gerenoveerd)
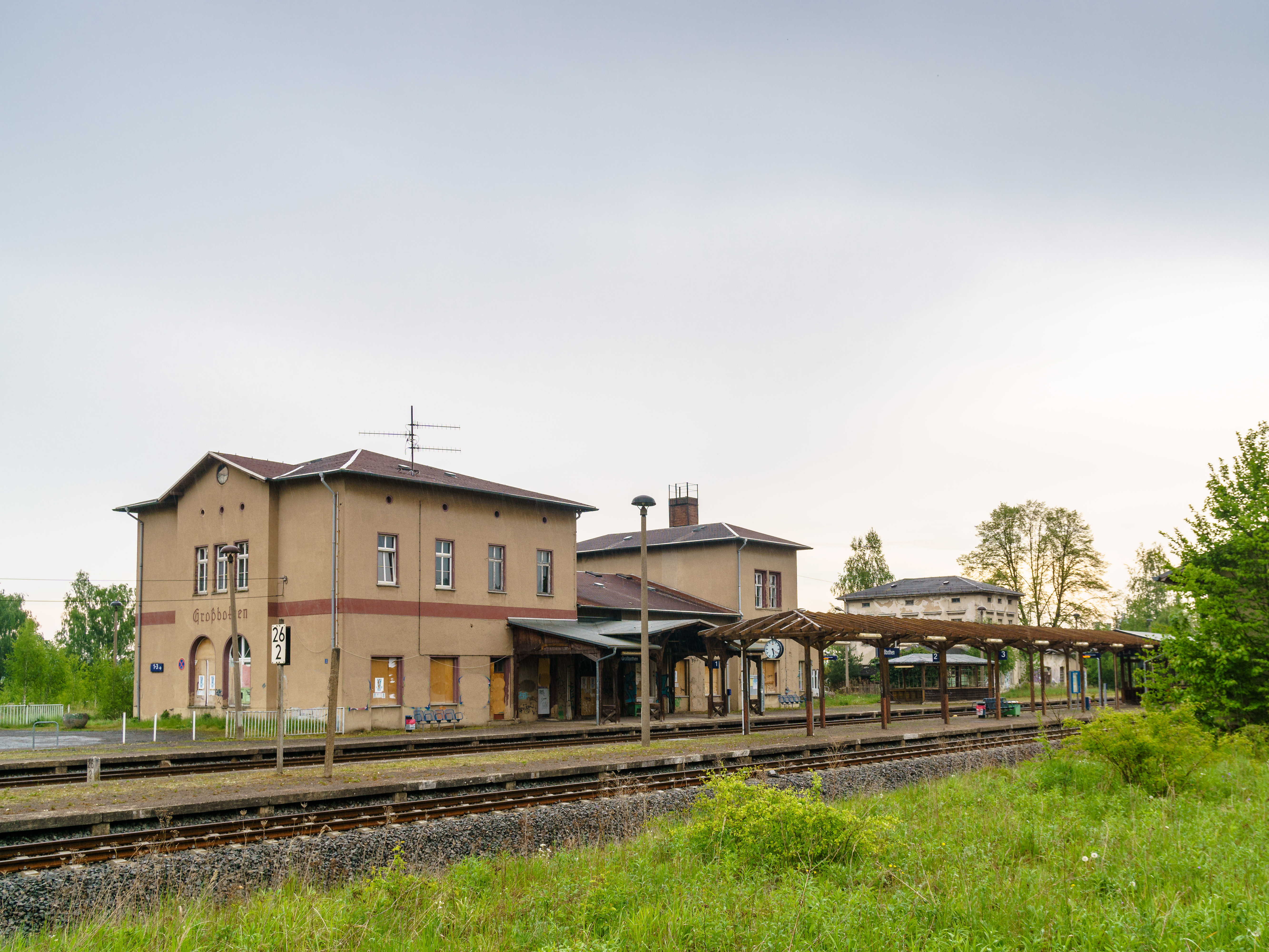
Station Großbothen
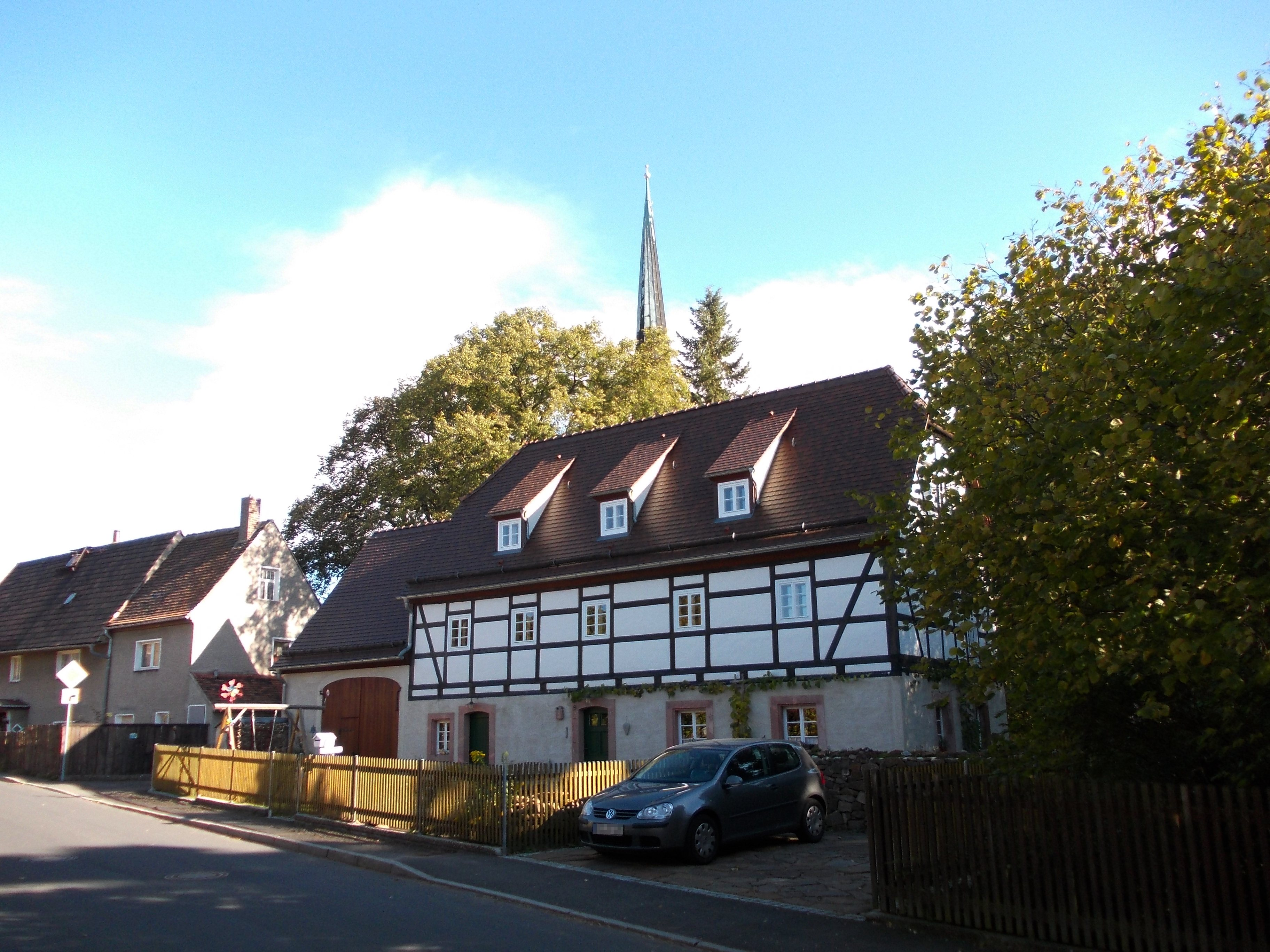
Voormalige dorpsschool (1781)
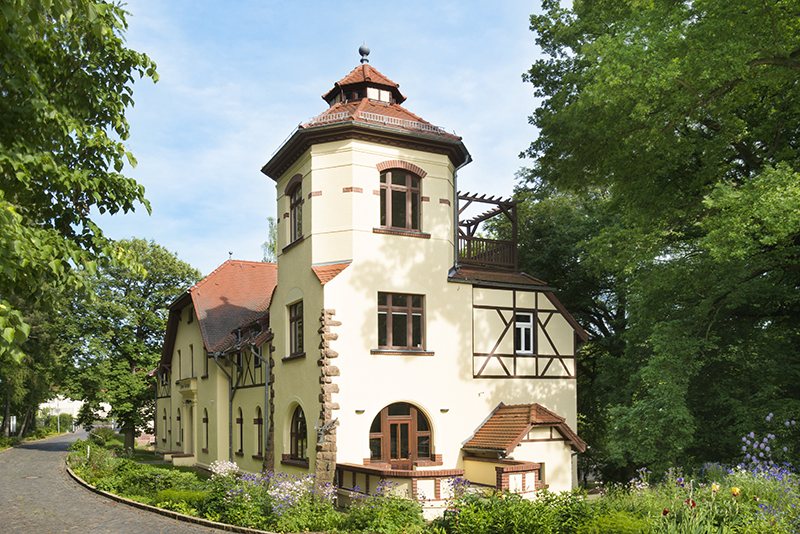
Haus Energie in het Wilhelm-Ostwald-Park bij Großbothen (hier heeft Ostwald zelf gewoond en had hij zijn studeerkamer)
Panorama, v.l.n.r. Haus Werk (laboratorium), Haus Energie (eigen woning) en  Haus Glückauf, woning voor Ostwalds volwassen kinderen